# Die unterbrochene Wallfahrt (El peregrinaje interrumpido)
Die unterbrochene Wallfahrt —El peregrinaje interrumpido, en alemán— es el tema de dos pinturas de Ferdinand Georg Waldmüller, realizadas respectivamente en 1853 y 1858. También son conocidas como Die Hilfeleistung —Primeros auxilios, en alemán— o Die kranke Pilgerin —La peregrina enferma, en alemán—y figuran entre las obras más significativas de este pintor.

## Tema de las obras
En la Basílica del Nacimiento de la Virgen María de Mariazell —en la Baja Austria— se venera una imagen de la Virgen María, considerada la Magna Mater Austriae. Los centenarios peregrinages a este santuario solían partir de Viena —especialmente días antes del 15 de agosto— a través de la Vía Sacra Austriae, efectuando paradas devocionales en la Abadía de Heiligenkreuz, en la Wallfahrtskirche Hafnerberg, en Kleinmariazell y en el Monasterio de Lilienfeld.Estos peregrinages gozaron de un gran popularidad en el período Biedermeier.

## Descripción de las obras
Las pinturas de género de Waldmüller han sido a menudo calificadas de "edulcoradas" y sus personajes de estereotipos, lo cual no puede decirse de los presentes lienzos, de notable realismo y con algunas figuras que son verdaderos retratos pictóricos. Waldmüller retrata la devoción religiosa del campesinado, pero quizás también sugiere que el desvanecimiento de la mujer se debe a unas pobres condiciones de vida —algunas personas van descalzas—. Bruno Grimschitz comenta que la pintura costumbrista deriva imperceptiblemente hacia una representación de la condición humana.

### Versión del Museo Liechtenstein

##### Datos técnicos y registrales
- Vaduz, Museo Liechtenstein, (Inv. n.° GE 2391)
- Fecha de realización:1853;
- Pintura al óleo sobre tabla, 46 x 56 cm;
- Firmado y fechado, en la parte inferior izquierda: Waldmüller 1853.

#### Análisis de la obra
La pintura muestra a un grupo de peregrinos en un camino montañoso cubierto de hierba. El horizonte alto sugiere el arduo ascenso de los peregrinos, quienes están todavía vestidos para protegerse del aire fresco de la mañana, aunque sus rostros ya están enrojecidos por el sol. Las personas del fondo están absortan en la oración pero, en la cabeza del grupo, una mujer se ha derrumbado exhausta. Mientras con su mano derecha se aferra al bastón del peregrino, la izquierda reposa en el suelo. Tanto sus ojos cerrados como su expresión facial denotan agotamiento. Dos mujeres se inclinan hacia ella, mientras un hombre le ofrece un frasco de medicamento. En esta obra, Waldmüller muestra su destreza como paisajista. Interesado en pintar al aire libre, muestra aquí cómo logra capturar y reproducir una situación de iluminación extrema. El pintor elige un punto de vista bajo y construye el grupo sobre un afloramiento rocoso triangular, realzado por la luz matutina, que modela en tonos cálidos de marrón y ocre las rocas, y en tonos verdes la hierba de la meseta rocosa y los árboles de la colina.

### Versión del Museo Leopold

##### Datos técnicos y registrales
- Viena, Museo Leopold, (Inv. Feuchtmüller-WV-Nr.993)[6]
- Fecha de realización:1858;
- Pintura al óleo sobre tabla, 71 x 87 cm.

#### Análisis de la obra
En esta versión, Waldmüller adopta un punto de vista alto, y parece describir una situación posterior a la del cuadro anterior. Aquí, los peregrinos que antes marchaban orando en segundo término, parece que se han reunido todos alrededor de la mujer exhausta. La gran roca —antes en primer término— ahora es el telón de fondo del grupo de personas, ofreciéndoles protección. En el fondo de la composición se aprecia una paisaje más montañoso que el del anterior cuadro. Con esta pintura, Waldmüller se muestra una vez más a la altura de sus habilidades pictóricas, y de su capacidad de integrar un grupo de personas dentro del paisaje.